# Аднан Хайдар
Аднан Хайдар (норв. Adnan Haidar, араб. عدنان حيدر, нар. 12 листопада 1990, Осло) — норвезький та ліванський футболіст, півзахисник клубу «Стабек».
Насамперед відомий виступами за клуб «Волеренга», а також національну збірну Лівану.

## Клубна кар'єра
Народився 12 листопада 1990 року в місті Осло. Вихованець футбольної школи клубу «Волеренга». Дорослу футбольну кар'єру розпочав 2008 року в основній команді того ж клубу, в якій провів жодного сезонів, взявши участь лише у 2 матчах чемпіонату. 
Протягом 2009 року захищав кольори команди клубу «Скейд», де грав на правах оренди.
Своєю грою за останню команду знову привернув увагу представників тренерського штабу клубу «Волеренга», до складу якого повернувся 2010 року. Цього разу відіграв за команду з Осло наступні один сезон своєї ігрової кар'єри.
До складу клубу «Стабек» приєднався 2012 року. Наразі встиг відіграти за команду з Берума 24 матчі в національному чемпіонаті.

## Виступи за збірні
У 2005 році дебютував у складі юнацької збірної Норвегії, взяв участь у 10 іграх на юнацькому рівні.
У 2012 році дебютував в офіційних матчах у складі національної збірної Лівану. Наразі провів у формі головної команди країни 2 матчі, забивши 1 гол.
| Дата       | Місто        | Господарі | Результат | Гості | Турнір           | Голи | Примітки |
| ---------- | ------------ | --------- | --------- | ----- | ---------------- | ---- | -------- |
| 16/10/2012 | Бейрут       | Ліван     | 2 – 1     | Ємен  | товариський матч | -    |          |
| 08/12/2012 | Аль-Фарванія | Оман      | 0 – 1     | Ліван | товариський матч | 1    |          |
| Усього     |              | Матчів    | 2         |       | Голів            | 1    |          |

## Титули і досягнення
- Володар Кубка Норвегії (1):

«Волеренга»: 2008